# Кабесон-де-Пісуерга
Кабесон-де-Пісуерга (ісп. Cabezón de Pisuerga) — муніципалітет в Іспанії, у складі автономної спільноти Кастилія-і-Леон, у провінції Вальядолід. Населення — 3440 осіб (2010).
Муніципалітет розташований на відстані близько 170 км на північний захід від Мадрида, 11 км на північний схід від Вальядоліда.

## Демографія
Динаміка населення (INE ):